# Patrick Poetsch
Patrick Poetsch (Remscheid, 12 giugno 1989) è un giocatore di football americano tedesco che gioca come fullback.
Inizia a giocare nelle giovanili dei Remscheid Amboss, passando anche due stagioni alla squadra di high school canadese dei Gulf Islands Scorpions. Passa quindi in prima squadra coi Bonn Gamecocks, per poi tornare agli Amboss; passa tre stagioni in un college statunitense, e al ritorno in patria si trasferisce in GFL ai Düsseldorf Panther. In seguito firma con gli austriaci Sankt Pölten Invaders, torna in Germania per tre stagioni ai Solingen Paladins e di nuovo in Austria agli Amstetten Thunder della AFL. Da qui passa al football semiprofessionistico della ELF, prima ai Cologne Centurions e poi ai Rhein Fire.

## Palmarès
- 2 ELF Championship (Rhein Fire, 2023, 2024)